# Mermessus holdus
Mermessus holdus là một loài nhện trong họ Linyphiidae.
Loài này thuộc chi Mermessus. Mermessus holdus được Ralph Vary Chamberlin & Wilton Ivie miêu tả năm 1939.